# 짧은발루손나무쥐
짧은발루손나무쥐 또는 큰난쟁이구름쥐(학명: Carpomys melanurus)는 쥐과에 속하는 설치류의 일종이다. 필리핀, 특히 루손섬 북부에서만 발견된다. 자연 서식지는 열대 습윤 산지림이다.
오랫동안 멸종된 동물로 간주되었다. 2008년 다닐로 발렛(Danilo Balete) 박사를 포함한 필리핀 연구자들이 풀락 산 국립공원의 임관(林冠) 속에서 표본 한 마리를 발견했는 데, 이는 1896년 이래 과학적으로 처음 관찰된 종 개체이다. 포획된 개체는 약 185g이고, 부드럽고 무성한 불그스레한 갈색을 털을 갖고 있으며, 크고 검은 눈 주위의 검은 안대 형태의 털과 작고 둥근 귀, 넓고 뭉툭한 주둥이, 검은 털이 덮여 있든 긴 꼬리를 갖고 있다.